# Juacas
Juacas es una serie de televisión juvenil de comedia brasileña producida por Disney Channel Brasil en asociación con Disney Channel Latinoamérica y se estrenó el 3 de julio de 2017 en Brasil, Italia y Latinoamérica por Disney Channel. La serie combina comedia, acción y romance.
Está protagonizada por André Lamoglia, Bruno Astuti y Marino Canguçu y antagonizada por Eike Duarte, Juan Ciancio y Rafael Castro. También cuenta con las actuaciones de Larissa Murai , Eduardo Gil, Mari Azevedo, Isabela Souza, Clara Caldas y Nuno Leal Maia entre otros.
El 4 de agosto de 2018, se lanzó mundialmente en el servicio de streaming de Netflix.

## Sinopsis
Cada año, en plena temporada de vacaciones se desarrolla el CAOSS, un campeonato de surf que atrae a miles de turistas y centenares de jóvenes en busca de un mismo sueño: convertirse en surfistas profesionales. El evento es muy importante ya que el equipo que gane el torneo tiene el pasaporte asegurado para seguir compitiendo de forma profesional en los circuitos oficiales.
Al comienzo de la serie Rafa (André Lamoglia) se escapa del curso de verano que le impuso su padre, un gran empresario, para perseguir su sueño de ser surfista profesional y ganar el torneo de CAOSS. Así consigue formar su equipo integrado por Billy (Bruno Astuti) y Jojo (Marino Cangucu) y que finalmente se llamará Juacas.
El equipo Red Sharks será el principal rival en este campeonato, siendo un equipo de alta tecnología, con inversión en equipamientos de última generación y las ganas de vencer cueste lo que cueste. Está formado por los personajes de Marcelo (Eike Duarte), Seba (Juan Ciancio) y Minhoca (Rafael Castro).
También se enfrentarán a las Sirenas, el primer equipo formado únicamente por chicas e integrado por Leilane (Larissa Murai) capitán del equipo y surfista extremadamente exigente,  Vivi (Mariana Azevedo) e Brida (Isabela Souza) quien además trabaja en el restaurante del pueblo. Ellas luchan para demostrar el valor de la mujer en el deporte y a lo largo de la temporada se convierten en buenas amigas de los Juacas.
Entre las participaciones especiales se encuentra Clara Caldas, como Kika Kameha, la nieta del profesor Juaca y mejor amiga de Rafa. Kika llegó de San Pablo en busca de su abuelo, el Profesor Juaca. Su padre, Marcondes Kameha, murió en un accidente de surf cuando ella todavía era bebé y creía que el Profesor Juaca ya había fallecido. Cuando descubre que su abuelo está vivo y se lo puede encontrar en Itacaré, enseguida se dirige allí. Es su mejor amigo Rafa quien va a ayudarla a acercarse nuevamente a su abuelo. Además es la única que sabe que él es millonario, ya que estudian en el mismo curso de inglés. También participan en la serie Joaquín Berthold como Gary López, creador de los Red Sharks y además padre de Sebastián, miembro del equipo; Suzy Rêgo, quien interpreta a Doña Juma, la madre de Brida, tía de Nanda y dueña de Pico, el restaurante frecuentado por todos los surfistas; Teco Padaratz, como Cezinha, locutor de Radio Maral (radio oficial del CAOSS) y antiguo miembro del equipo Juacas en su formación original liderada por el Profesor Juaca; y finalmente Guga (Mateus Mahmoud) y Toco (Guilherme Seta) dos niños de Itacaré a quienes les encanta armar misiones imposibles y quienes enloquecen a todo el mundo. Toco es hijo de Cezinha y al ser local conoce todos los lugares de moda de Itacaré, lo cual es muy útil para sus planes de espionaje o cuando tienen que escaparse de algún problema.
En enero de 2018, Disney Channel confirmó que la serie fue renovada para una segunda temporada y esta fue estrenada el 22 de abril de 2019. Además de tener que enfrentarse nuevamente en la disputa del CAOSS (Campeonato Anual de Olas Súper Surf), los equipos deben lidiar con sus propios dilemas en esta nueva entrega.
La historia continúa casi un año después de la edición del CAOSS. El equipo Juacas está separado, con la frustración de la derrota en la competencia. Este verano Rafa (André Lamoglia), y Billy (Bruno Astuti) están de vuelta en Itacaré, Bahía, y siguiendo los consejos del Profesor Juaca (Nuno Leal Maia) ambos deciden retomar el equipo pero necesitan a Jojó (Marino Canguçú), que está ayudando a su familia en el campo.
Las Sirenas ya no cuentan con la presencia de Brida (Isabela Souza), quien se mudó a Hawái, pero tienen una nueva integrante, su prima, Nanda (Carol Oliveira), quien se suma al equipo.
Esta temporada también tuvo la salida de Eike Duarte (Marcelo Mahla), ya que se encontraba implicado en otra producción. Su personaje es reemplazado por el actor Gabriel Chadan.
La historia cuenta además con nuevos personajes. Mel (Gabriella Saraivah) es una joven skater que se muda con su familia a Itacaré y se une al dúo de Guga (Mateus Mahmoud) y Toco (Guilherme Seta). La experta surfista Nati (Érica Prado) llega a la pequeña ciudad bahiana para fortalecer al equipo de las Sirenas. Integrado por Enzo (Gabriel Falcão), Giuliana (Branca Previlliato) y Matteo (João Lucas), el equipo mixto Carpe Diem llega para estimular aún más la disputa por el CAOSS. Iran Malfitano también integra el elenco de la nueva temporada de JUACAS en el rol de Kayke, nuevo entrenador de los Red Sharks.
El restaurante de Doña Juma (Suzy Rêgo) fue ampliado y cuenta con un sector especial para presentaciones de artistas, lo cual trajo mucha música a esta segunda temporada.

## Producción
La serie Juacas comenzó a grabarse en marzo de 2016 en Itacaré, estado de Bahía, Brasil. La primera temporada cuenta con 26 episodios de media hora de duración cada uno. Más de 2.400 personas, de diferentes nacionalidades, participaron en las grabaciones durante toda la producción y más de 15 surfistas profesionales brasileños  formaron parte de la serie. Para grabar las escenas del campeonato se utilizaron 5 playas diferentes, que en la serie se convirtieron en una sola. El equipo de producción y el elenco se ubicó cerca de 6 meses en Itacaré para concluir las grabaciones de la serie, y permaneció cerca de 270 horas dentro del mar, teniendo en esta primera temporada un total de 850 escenas rodadas.
Itacaré fue nuevamente el lugar elegido para la grabación de la segunda temporada de Juacas. La estructura comenzó a ser montada en Praia da Tiririca en agosto de 2018 y durante 10 semanas se llevó a cabo el proceso de grabación. Esta segunda temporada contó con la participación de 2247 personas y 63 personajes. Para la realización de las escenas de surf, el equipo se quedó cerca de 140 horas dentro del mar. Algunos escenarios, como el restaurante Pico y Radio Maral, filmados en Itacaré en la primera temporada, fueron completamente reconstruidos en estudio en São Paulo para esta temporada.

## Elenco

### Principal
| Actor                | Personaje                         | Temporadas | Temporadas |
| Actor                | Personaje                         | 1ª 2017    | 2ª 2019    |
| -------------------- | --------------------------------- | ---------- | ---------- |
| André Lamoglia       | Rafael Santos Moreira (Rafa Smor) |            |            |
| Bruno Astuti         | Bernardo de Souza (Billy)         |            |            |
| Marino Canguçú       | João Joilton Mineiro (Jojó)       |            |            |
| Gabriel Chadan       | Marcelo Mahla                     |            |            |
| Juan Ciancio         | Sebastián López (Seba)            |            |            |
| Rafael Castro        | Mario de Lima (Minhoca)           |            |            |
| Larissa Murai        | Leilane Villanova                 |            |            |
| Mari Azevedo         | Viviane Leme (Vivi)               |            |            |
| Nuno Leal Maia       | Entrenador Augusto Juaca          |            |            |
| Eduardo Gil          | Entrenador Pigmeo                 |            |            |
| Suzy Rêgo            | Janice Januário (Juma)            |            |            |
| Teco Padaratz        | Cézar Maral (Cezinha)             |            |            |
| Clara Caldas         | Kika Kameha                       |            |            |
| Isabela Souza        | Brida                             |            | part.      |
| Carolina Oliveira    | Nanda                             |            |            |
| Gabriel Falcão       | Enzo                              |            |            |
| João Lucas Fernandes | Alex Gazin                        |            |            |
| Gabriel Chadan       | Marcelo Mahla                     |            |            |
| Branca Previliato    | Giuliana                          |            |            |

### Secundario
| Actor              | Personaje               | Temporadas | Temporadas |
| Actor              | Personaje               | 1ª 2017    | 2ª 2019    |
| ------------------ | ----------------------- | ---------- | ---------- |
| Joaquín Berthold   | Gary López              |            |            |
| Fernando Vieira    | Marco Santos Moreira    |            |            |
| Guilherme Seta     | Toco Maral              |            |            |
| Mateus Mahmoud     | Gustavo (Guga)          |            |            |
| Kiko Pissolato     | Bruno Fagundes          |            |            |
| Ágata Dias         | Lurdes Maria (Lurdinha) |            |            |
| Iran Malfitano     | Kaike Gazin             |            |            |
| Gabriella Saraivah | Mel                     |            |            |

• Joaquín Berthold repitió su personaje de (Gary lopez) en la segunda y tercera temporada de Soy Luna
• Juan Ciancio repitió su personaje de (Sebastián lopez) en la tercera temporada de Soy Luna

### Participaciones especiales
| Actor            | Personaje                 | Temporadas | Temporadas |
| Actor            | Personaje                 | 1ª 2017    | 2ª 2019    |
| ---------------- | ------------------------- | ---------- | ---------- |
| Valentina Zenere | Ámbar Smith (de Soy Luna) |            |            |

## Episodios
| Temporada | Temporada | Episodios | Episodios | Emisión original    | Emisión original    |
| Temporada | Temporada | Episodios | Episodios | Primera emisión     | Última emisión      |
| --------- | --------- | --------- | --------- | ------------------- | ------------------- |
|           | 1         | 26        | 26        | 3 de julio de 2017  | 4 de agosto de 2017 |
|           | 2         | 26        | 26        | 22 de abril de 2019 | 2 de agosto de 2019 |

## Crossover con Soy Luna
Se revela en la segunda temporada de Soy Luna (una popular telenovela de Disney Channel Latinoamérica) que Juacas y Soy Luna están ambientadas en el mismo universo y están fuertemente conectadas entre sí:
- En la segunda temporada de Soy Luna, Gary López (uno de los personajes recurrentes de Juacas) aparece como un potencial inversor para Jam & Roller, una popular pista de patinaje y cafetería en el centro de Buenos Aires que es el escenario principal de Soy Luna.
- Gary López reaparece en la tercera temporada de Soy Luna, esta vez como uno de los personajes principales, donde se convierte en el nuevo dueño de Jam & Roller y lo renombra Red Sharks, que es el mismo nombre que lleva su equipo de surf en Juacas.
- En el episodio 7 de la tercera temporada de Soy Luna, hay una aparición especial de uno de los personajes principales de Juacas, Sebastián "Seba" López (hijo de Gary López y miembro de los Red Sharks), quien aparece buscando su tabla de surf en el Jam & Roller.
- Finalmente, en la segunda temporada de Juacas se da la aparición de la principal antagonista de Soy Luna, Ámbar Smith (interpretada por Valentina Zenere) en donde se convierte en un personaje muy importante y de suma importancia para los acontecimientos de la segunda temporada de Juacas, principalmente debido a que es miembro del equipo de patinaje entrenado por Gary López en la tercera temporada de Soy Luna, Red Sharks (el mismo nombre que lleva el equipo de surfistas antagonista de Juacas y cuyo dueño es el propio Gary López), además de involucrarse en un triángulo amoroso con la pareja protagonista de Juacas, Rafa (André Lamoglia) y Leilane (Larissa Murai).[23]